# Таунсенд (Теннессі)
Таунсенд (англ. Townsend) — місто (англ. city) в США, в окрузі Блаунт штату Теннессі. Населення — 550 осіб (2020).

## Географія
Таунсенд розташований за координатами 35°40′33″ пн. ш. 83°45′9″ зх. д. / 35.67583° пн. ш. 83.75250° зх. д. (35.675769, -83.752500).  За даними Бюро перепису населення США в 2010 році місто мало площу 5,61 км², уся площа — суходіл.

## Демографія
Згідно з переписом 2010 року, у місті мешкало 448 осіб у 215 домогосподарствах у складі 131 родини. Густота населення становила 80 осіб/км².  Було 354 помешкання (63/км²).
Расовий склад населення:
| - 96,0 % — білих - 0,4 % — чорних або афроамериканців - 0,2 % — корінних американців - 0,2 % — азіатів |

До двох чи більше рас належало 2,7 %. Частка іспаномовних становила 0,7 % від усіх жителів.
За віковим діапазоном населення розподілялося таким чином: 13,6 % — особи молодші 18 років, 54,0 % — особи у віці 18—64 років, 32,4 % — особи у віці 65 років та старші. Медіана віку мешканця становила 55,5 року. На 100 осіб жіночої статі у місті припадало 96,5 чоловіків;  на 100 жінок у віці від 18 років та старших — 88,8 чоловіків також старших 18 років.
Середній дохід на одне домашнє господарство  становив 60 915 доларів США (медіана — 42 000), а середній дохід на одну сім'ю — 72 104 долари (медіана — 51 042). Медіана доходів становила 37 083 долари для чоловіків та 22 250 доларів для жінок. За межею бідності перебувало 16,2 % осіб, у тому числі 45,2 % дітей у віці до 18 років та 4,7 % осіб у віці 65 років та старших.
Цивільне працевлаштоване населення становило 172 особи. Основні галузі зайнятості: освіта, охорона здоров'я та соціальна допомога — 21,5 %, роздрібна торгівля — 18,0 %, мистецтво, розваги та відпочинок — 18,0 %.